# ティムラズ・レジャバ
ティムラズ・レジャバ（ジョージア語: თეიმურაზ ლეჟავა、英語: Teimuraz Lezhava、1988年4月12日 - ）は、ジョージアの外交官、駐日特命全権大使（2021年～）。グルジア・ソビエト社会主義共和国（当時）の首都トビリシ出身。外交官として駐在する以前に日本の小中高大を含む約20年の日本在住経験があり、日本語に堪能。

## 経歴

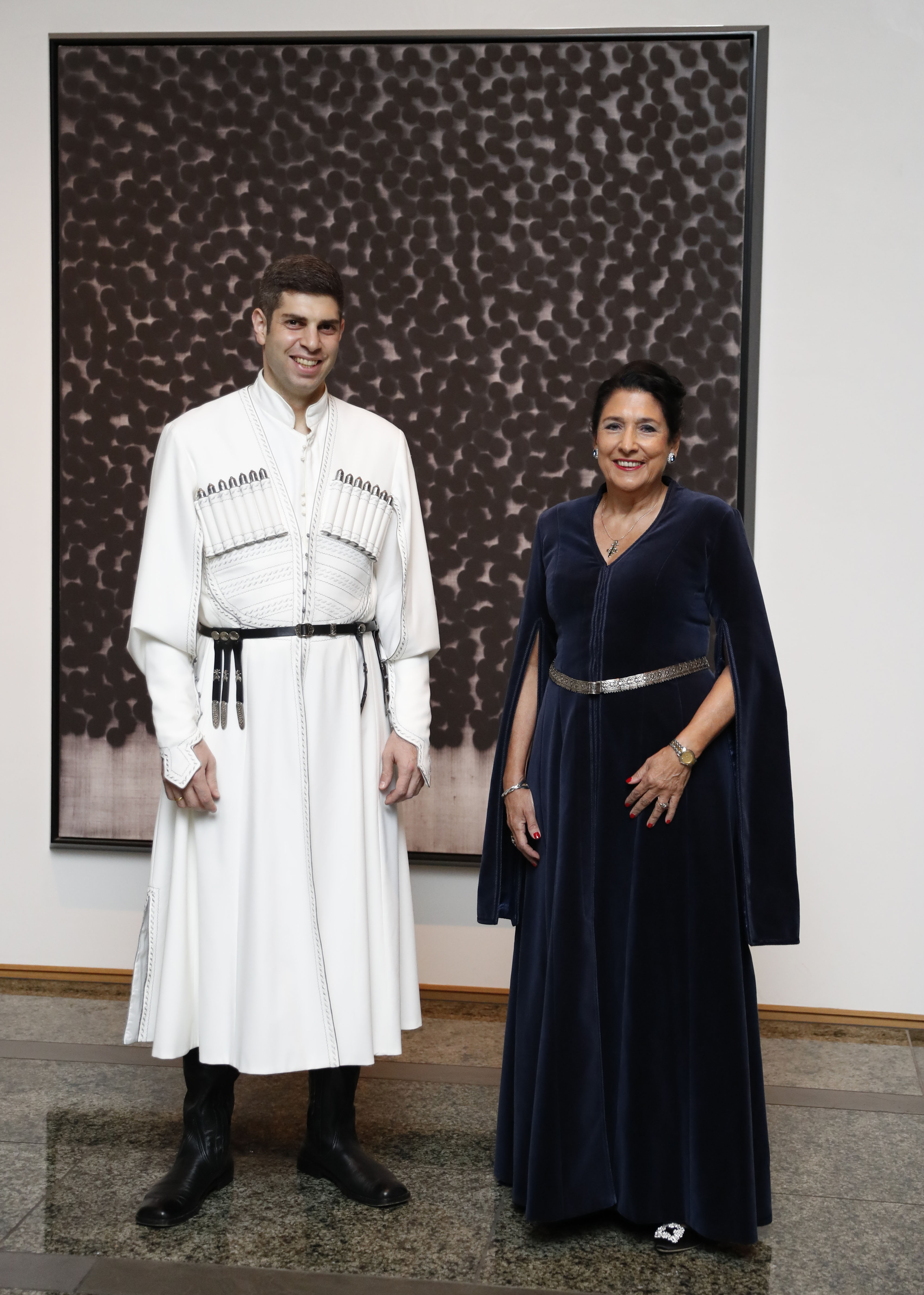
ズラビシュヴィリ大統領（右）と共にジョージアの民族衣装を纏って即位礼正殿の儀に参列するレジャバ臨時代理大使（2019年）

1988年、生物工学者アレクサンドレ・レジャバの長男としてグルジア・ソビエト社会主義共和国の首都トビリシに生まれる。弟がいる。父アレクサンドレは広島大学への留学や理化学研究所勤務の経験があったこともあり、ティムラズを含む息子二人共を日本の小中高に通わせた。
ティムラズは茨城県立牛久栄進高等学校を卒業後、2007年9月から早稲田大学に入学。国際教養学部に在学して重村智計、加藤典洋、茂木健一郎教授らに師事した。重村ゼミでは国際ジャーナリズムをテーマに学び、2011年9月に同学部を卒業した。大学時代は和敬塾（北寮）に住んでいた。

### 大卒後
2012年から2015年にかけて、キッコーマン株式会社の国内および海外の営業・マーケティング部門で勤務していた。キッコーマン勤務時代の2014年1月19日、東京都渋谷区の新国立劇場で上演されたオペラ「カルメン」を観劇して、駐日ジョージア大使館のノシュレワン・ロムタティゼ臨時代理大使およびグヴァンツア・バルカイア二等書記官と共に楽屋を訪問し、主演を務めるジョージア人女優ケテワン・ケモクリーゼを激励した。
2015年にジョージアへ帰国し、母国で日本・ジョージア間の経済活動に携わる 
。

### 外交官時代
2018年、ジョージア外務省に入省。
2019年7月27日より、駐日特命全権公使兼臨時代理大使。臨時代理大使として在任中の2019年10月22日、ティムラズは来日中のサロメ・ズラビシュヴィリ大統領と共に今上天皇の即位礼正殿の儀に参列したが、このとき着用していたジョージアの民族衣装が映画『スター・ウォーズ』に出てくるジェダイの騎士に似ていると日本で話題になった。
2019年12月11日、レジャバ臨時代理大使は、ジョージア大使館のアルチル・マチャヴァリアニ公使参事官とダヴィド・ゴギナシュヴィリ博士と共に松屋フーズの店舗でジョージア料理のシュクメルリを食べたことを自身のTwitterに投稿した。このシュクメルリは松屋が全国69店舗限定で提供する期間限定メニューであったが、あまり熱心に広告しておらず密やかに販売していたため、松屋の広報担当も驚いて、レジャバ臨時代理大使らがシュクメルリ御膳を発見した上に賞味までしてくれたことに対して大変光栄であるとの意見を表明した。

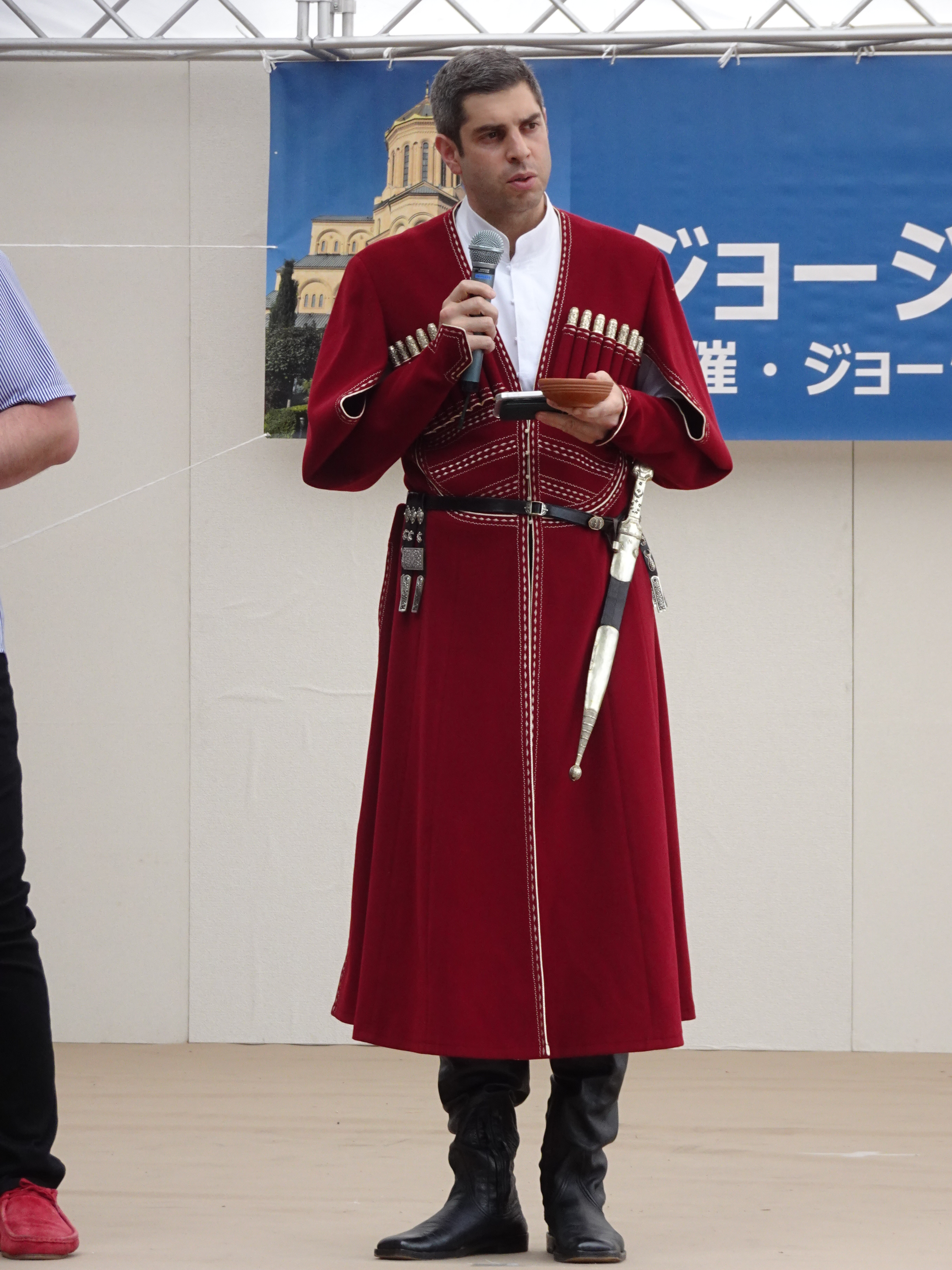
2024年6月15日、東京・代々木公園ケヤキ並木で開催された第2回ジョージアフェスティバルでジョージアの民族衣装のチョハを纏って挨拶に立つレジャバ駐日大使

2021年11月25日、皇居で信任状を捧呈して駐日特命全権大使に就任した。
ロシア軍によるウクライナ侵攻が危ぶまれていた2022年2月24日の午前11時43分（日本時間）、レジャバ大使が駐日各国大使に対して共にウクライナ支持の連帯を示そうと呼び掛けたところ、これに対して13ヶ国の駐日大使館が応じ、レジャバ大使と駐日ウクライナ大使セルギー・コルスンスキーを含む14ヶ国の駐日大使館から駆け付けた代表が一堂に会して当時ロシアから軍事脅迫を受けていたウクライナに対する支持を表明した。但し、同日中にロシア軍は国際社会の批難を一顧だにせずウクライナに対する全面侵攻を開始した。また、ロシアによるウクライナ侵攻が開始された後の3月9日には、ロシアが日本などを「非友好国」と指定したことを皮肉る意味で自身のSNSに「日本は"非非友好国"です。ガウマルジョス。」と発言し、話題を呼んだ。
2023年7月14日、大使車で東京都港区を移動中に、何者かにドアを開けられ暴力を振るわれた。同年8月3日、日本ジョージア商工会議所が設立されると、同名誉顧問に就任。
2024年3月3日、同日開催された東京マラソンに出場。道中で他の参加者や同大会のボランティアなどと記念撮影しながら都内を走り続け、4時間5分1秒で完走した。
2025年2月5日、週刊文春にてロシアと強いつながりがあるとされるジョージアの元首相ビジナ・イヴァニシヴィリ氏の長男A氏と非公式に会合し物品の手渡しなどを行っていたと報道された。この文春の報道はジョージアの大手メディアで翻訳され、EUの加盟を求めるジョージア国民の民意を妨害し米国から経済制裁を受けたイヴァニシヴィリ氏が制裁逃れのために外交郵便や外交特権を利用しているのではないかという大規模な疑惑に発展した。文春は"A氏"ことウタ・イヴァニシヴィリ氏も経済制裁の対象になりうると指摘し、日本が制裁逃れの場として利用されることに警鐘を鳴らした。

## エピソード
ネット上ではお笑い芸人である小島よしおと顔が似ていると言われており、2019年のエイプリルフールには互いに入れ替わる写真を小島と在日ジョージア大使館のTwitterへと投稿した。また2024年1月23日には、上記のポストを引用し、「なぜこのタイミングでこの写真が話題になっているかわかりませんが、 もしかしたら私が現在太平洋（パシフィックオーシャン）の国に来ていて、そこでオーシャンパシフィックピースをやったことが関係あるかもしれません」と小島の持ちネタである「おっぱっぴー」のポーズをした写真を添え、X(旧Twitter)に投稿した。

## 著書
- 『大使が語るジョージア 観光・歴史・文化・グルメ』（星海社、2023年）ISBN 978-4-06-530310-8
- 『ジョージア大使のつぶや記』（教育評論社、2024年）ISBN 978-4-86-624092-3
- 『日本再発見』（星海社、2024年）ISBN 978-4-06-535471-1